# Ketamina
Ketamina – wielofunkcyjny organiczny związek chemiczny, substancja psychoaktywna klasyfikowana jako dysocjant psychodeliczny. Stosowana jako lek w medycynie i weterynarii do znieczulania przedoperacyjnego. Jeden z jej enancjomerów, S-ketamina (esketamina), jest stosowana do leczenia depresji. Farmakologiczne działanie ketaminy polega głównie na antagonizmie receptora NMDA i jest podobne do dekstrometorfanu i fencyklidyny.

## Ogólne informacje
Ketamina oprócz wywoływania narkozy ma także działanie przeciwbólowe. Wykorzystywana jest w anestezjologii do wprowadzenia do znieczulenia złożonego oraz rzadko jako samodzielny lek anestetyczny. Jako monoanestetyk nadaje się do zabiegów krótkotrwałych niepowodujących bólu trzewnego. Jest wykorzystywana przy niektórych zabiegach diagnostycznych u dzieci, w operacjach plastycznych i przy bolesnych zmianach opatrunków u oparzonych. Wykorzystuje się ją również w krótkotrwałych zabiegach chirurgicznych oraz do wielokrotnych znieczuleń u tego samego chorego (m.in. w znieczuleniach złożonych w połączeniu z innymi lekami – benzodiazepinami, barbituranami, neuroleptykami).
Wywołuje specyficzny rodzaj narkozy zwany „narkozą dysocjacyjną” lub „anestezją zdysocjowaną”. Polega ona na selektywnym hamowaniu niektórych struktur ośrodkowego układu nerwowego (utratę przytomności) z pobudzeniem innych (katalepsja, ruchy gałek ocznych, halucynacje). Dawka anestetyczna ketaminy wynosi 1–2 mg/kg masy ciała.
W weterynarii używana jest do znieczulania przedoperacyjnego małych zwierząt.
Nazwy handlowe to Narkamon, Ketanest i Kalypsol.

### Zastosowanie w leczeniu depresji
Ketamina jest mieszaniną dwóch enancjomerów. Jeden z nich, o konfiguracji S (esketamina), został zatwierdzony w 2019 w USA do leczenia depresji. Wniosek o rejestrację uzyskał status szybkiej ścieżki i przełomowej terapii. W tym samym roku preparat Spravato zawierający esketaminę przyjmowaną donosowo został dopuszczony do sprzedaży na terenie Unii Europejskiej.
Ketamina zmniejsza objawy depresji w ciągu godzin od podania, w przeciwieństwie do innych leków, które zaczynają działać po kilku tygodniach. Ketamina pomaga także osobom u których inne leki nie działają. Antydepresyjny mechanizm działania ketaminy nie jest obecnie znany (2016).
Dotychczasowe (do 2016 roku) poszukiwania substancji odznaczających się antydepresyjnym efektem ketaminy bez jej efektów psychodelicznych nie były owocne. Badania te koncentrowały się na substancjach oddziałujących na receptor NMDA. U myszy metabolit ketaminy, (2R,6R)-hydroksynorketamina, wykazuje silne właściwości antydepresyjne i nie powoduje skutków ubocznych. Pośrednio pobudza on także inne receptory kwasu glutaminowego.

## Działanie
Ketamina podana dożylnie wywołuje następujące działania:
- po około 20 sekundach od podania powoduje uczucie znieczulenia twarzy;
- następnie dochodzi do zerwania kontaktu z chorym, pojawia się charakterystyczny dla ketaminy oczopląs poziomy i pionowy, mogą wystąpić ruchy mimowolne oraz wokalizacja;
- po około 15 minutach powraca przytomność.

## Działania niepożądane
Do działań niepożądanych ograniczających jej stosowanie zaliczyć można halucynacje, nudności i wymioty oraz wzrost ciśnienia tętniczego. Może także powodować depresję lub nadmierną stymulację ośrodka oddechowego. Po długotrwałym zażywaniu prowadzi do wyniszczenia układu moczowego. Do łagodzenia działań niepożądanych podaje się łącznie z ketaminą benzodiazepiny (diazepam, midazolam) i barbiturany (tiopental).
Przy stosowaniu esketaminy jako leku przeciwdepresyjnego obserwowano krótkotrwały wzrost ciśnienia krwi. W związku z tym u pacjentów z niestabilnymi chorobami układu krążenia należy zachować szczególną ostrożność.

## Użycie pozamedyczne
Ketamina, podobnie jak PCP i DXM, jest psychodelikiem dysocjacyjnym. Ze względu na silne działanie psychoaktywne bywa używana rekreacyjnie. Efekty działania ketaminy na stan świadomości obejmują uczucie depersonalizacji, odrealnienia, oderwania od ciała, zaburzenia w odczuwaniu upływu czasu, barwne wizje i efekty wizualne przypominające marzenia senne, a w większych dawkach także utratę kontaktu ze światem zewnętrznym. Stan osiągany przy odpowiednich dawkach ketaminy określany jest potocznie jako k-hole. Na zachodzie ketamina jest, obok MDMA i GHB, najpopularniejszą używką klubową.
W Polsce od 2005 roku znajduje się w grupie II-P Ustawy o przeciwdziałaniu narkomanii, jednak nie jest kontrolowana w ramach Konwencji o substancjach psychotropowych ONZ z 1971 roku.